# ワイルド・ブルー・ヨンダー
「ワイルド・ブルー・ヨンダー」（原題：Wild Blue Yonder）は、イギリスのSFドラマ『ドクター・フー』の60周年記念スペシャルエピソード第2話。脚本はラッセル・T・デイヴィス、監督はTom Kingsley (en) が担当した。14代目ドクター役でデイヴィッド・テナント、ドナ・ノーブル役でキャサリン・テイト、ウィルフレッド・モット役でバーナード・クリビンスが出演した。クリビンスが2022年7月に死去したため、本作はクリビンスに捧げられている。
本作は前話「スター・ビースト」から物語が直接的に繋がっており、14代目ドクターとドナが宇宙の果てに位置する放棄された宇宙船に到着する。閉鎖的な空間で2人は変形・擬態能力を持つ複製体と遭遇し、これに追い詰められることになる。本作は視聴者数が714万人に上り、批評家から好評を受けた。

## あらすじ
前話「スター・ビースト」から続き、14代目ドクター（演：デイヴィッド・テナント）とドナ・ノーブル（演：キャサリン・テイト）は暴走するターディスに乗って一時的に1666年のアイザック・ニュートン（演：ナサニエル・カーティス）と遭遇する。ニュートンと2人の会話をきっかけに「重力」(gravity)は「集力」(mavity)という語に書き換えられるが、2人は歴史改変に気付くことなく既に宇宙の果てへ偶発的に飛び去って行った。
ドクターとドナは暴走するターディスから飛び出し、ターディスが不時着した先である宇宙船に取り残される。再作動した敵対行為変位システムによってターディスが飛び去った後、2人は宇宙船内を調査し、ドクターが「ジンボ」と命名したロボットがゆっくりと長い通路を歩いている様子を目撃する。コックピットに入った2人は当該の宇宙船が宇宙の果てに存在することを知る。ニュートラル状態になっている宇宙船のエンジンを再起動すべく2人が分かれて作業をしていると、「何者でもない」と名乗る変形する謎の怪異が出現する。怪異はドクターとドナの容姿に擬態しており、2人は自らに危害を加えようとする怪異から逃走する。
逃げる過程で散り散りになったドクターはドナに擬態した怪異、ドナはドクターに擬態した怪異に遭遇する。怪異はメタクライシスによってドクターの故郷がガリフレイでないことやフラックスによる宇宙の壊滅の知識を得たと述べてドクターを騙そうとする。やがて合流に成功したドクターとドナは食塩を撒いて迷信による障壁を作り、怪異との対話に成功する。怪異は宇宙の果ての暗闇に漂っていた存在であり、熱と喧噪に満ちた宇宙の刺激を受けて混沌を求めるようになったと語る。やがて怪異は塩の結界を突破するが、ドクターとドナはコックピットに逃げ込むことに成功する。
怪異が2人の恐怖心を刺激する理由は、ドクターとドナからより多くの情報を引き出して知識を身に着け、より完全な擬態を完成させて宇宙の内奥に到来するためであった。ドクターは宇宙船のかつての持ち主が船を意図的にニュートラル状態にし、怪異たちに悟られない速度でロボットに自爆ボタンを押す命令を出し、かつ自殺を遂げたことを悟る。思考のリンクする怪異もそれを察知し、ドクターは自爆カウントダウンを加速させる選択を採る。怪異たちは宇宙船の自爆を妨害するため、さらにドクターたちはそれを阻止するため、ロボットに向けて走り出す。
歴史を俯瞰可能なタイムマシンであるターディスは、将来的に自爆が発生したことを察知して宇宙船に帰還する。ドクターはターディスに乗り込んでドナを救出しようとするが、誤ってドナに擬態した怪異を選択してしまい、本物のドナは宇宙船の自爆にあやうく巻き込まれかける。寸前に腕の長さの差異に気付いたドクターはターディスから怪異を排除して本物のドナの救出に成功する。全てに決着がついたあと、ドクターは宇宙の果てで迷信を持ち出したことに関する後悔の旨を口にし、ドナと共に2023年の地球に帰還する。
帰還したドクターは友人でありドナの祖父でもあるウィルフレッド・モット（演：バーナード・クリビンス）と再会する。ウィルフレッドは人類に危機が迫っていることをドクターに告げる。ドクターが事態を悟るよりも早く、周囲は喧噪に包まれ、また暴走したジェット機が近隣に墜落する。墜落の衝撃に3人が呑み込まれる形で、次話「ザ・ギグル」に続く。

## 製作
本作は撮影完了の直後にあたる2022年7月に死去したバーナード・クリビンスの最後の出演作であり、クリビンスに捧げられた。アイザック・ニュートン役はNathaniel Curtis (en) が演じ、監督はTom Kingsley (en) が担当した。
本作に関するプロットとキャストの情報は意図的に伏せられており、これについてデイヴィスはエピソードの前提が複雑でないためであるとし、3作の60周年スペシャルのうち最も単純であると主張した。この秘密主義に起因し、ファンの間では14代目以前のドクターが登場するのではないかと考察されていたが、結局そのようにはならなかった。

## 放送とレーティング
「ワイルド・ブルー・ヨンダー」は2023年12月2日に『ドクター・フー』60周年スペシャルの第2話として放送された。日本では時差の関係で日本時間の2023年12月3日に配信された。
「ワイルド・ブルー・ヨンダー」は一晩の視聴者数が483万人、Appreciation Indexの値が83で、その夜に放送された番組のうち3番目に多く視聴された。統合視聴者数は714万人に上り、その週の番組で9番目に多く視聴された番組となった。
ガーディアン紙のMartin Belamは本作の評価を5段階評価で4とし、演技について非の打ち所がないとした上で、VFXを絶賛した。エンパイア誌、デイリー・テレグラフ紙、The iでは5段階評価で5として評価された。